# Sítio do Físico
Introdução
O Ecomuseu Sítio do Físico é uma iniciativa de musealização territorial e arqueológica localizada no bairro Itaqui-Bacanga, em São Luís do Maranhão, Brasil. Instaurado nas ruínas do antigo Sítio Santo Antônio das Alegrias, fundado pelo médico e físico-mor da Capitania do Maranhão, Antônio José da Silva Pereira, no final do século XVIII, o espaço reúne vestígios de um dos primeiros complexos industriais do Brasil colonial¹. Inserido na área do Parque Estadual do Bacanga, o ecomuseu integra patrimônio histórico, natural e arqueológico — incluindo sambaquis, ruínas industriais, poços, caeiras e remanescentes da casa-grande.¹
Tombado pelo IPHAN em 1980², o sítio foi revitalizado em meados dos anos 2000 por iniciativa de moradores locais — dando origem ao Instituto Ecomuseu Sítio do Físico. Hoje, funciona como espaço de preservação da memória, educação patrimonial e identidade cultural, com base nos princípios da Nova Museologia e Sociomuseologia, envolvendo ativamente a comunidade .¹

## História 📜
O Sítio do Físico foi erguido entre 1799 e 1807 por Antônio José da Silva Pereira, médico formado em Coimbra e nomeado como físico-mor da Capitania do Maranhão. Em 1804, ele recorreu a um empréstimo ao Cofre dos Índios para financiar a construção do complexo, que reunia uma casa-grande com residência e laboratório, infraestrutura industrial (como curtume, fornos, tanques, armazéns, telheiros, rampas) e até um cais avançado no Rio Bacanga, conformando uma estrutura multifuncional sem precedentes na região³.

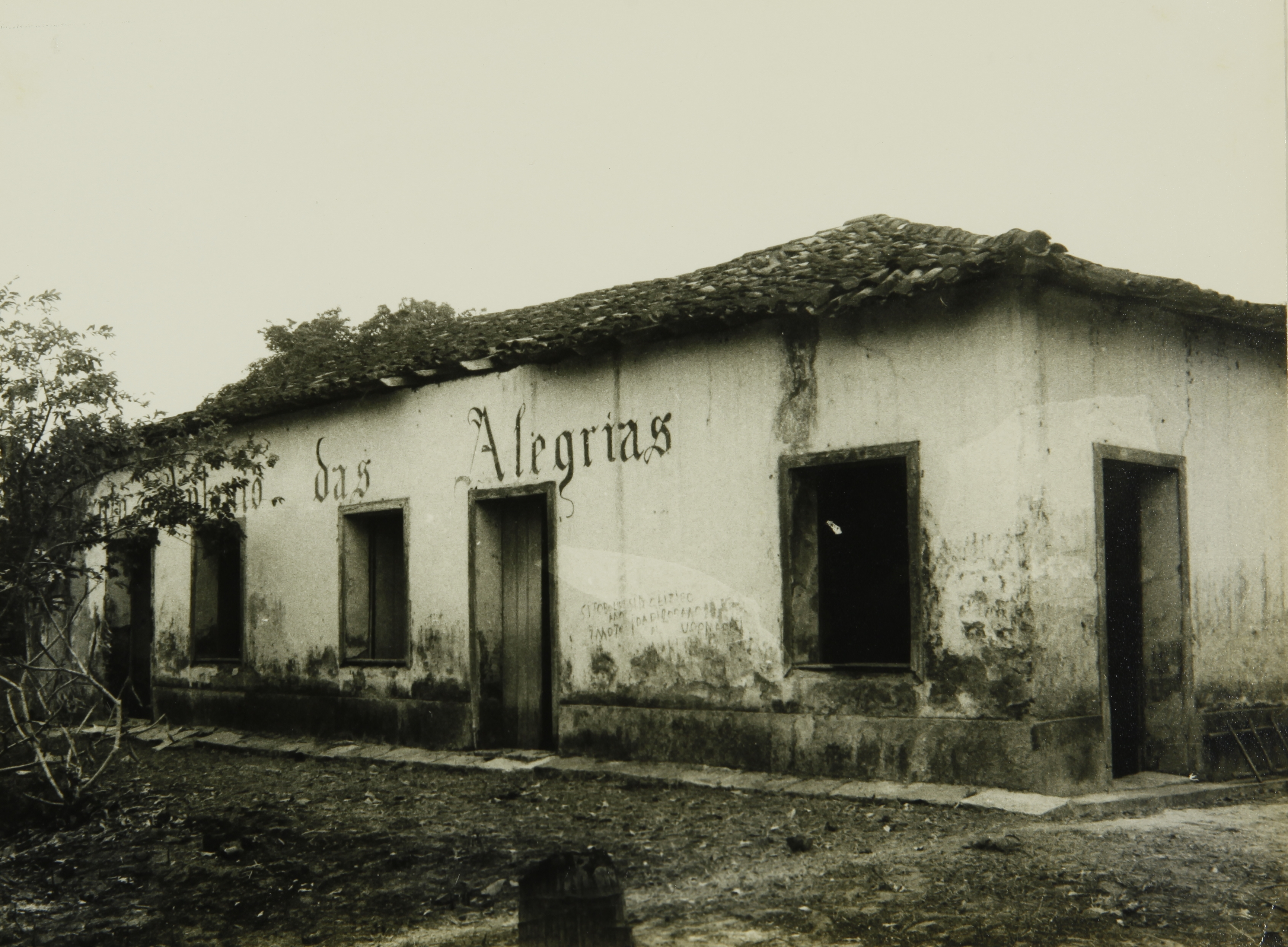
foto casa grande

Além da fabricação de ** couro bovino**, o sítio utilizava caldeiras para transformar conchas marinhas (sarnambi) em cal, e também era local de produção de sabão, arroz, cera de carnaúba, e possivelmente de pólvora e fogos de artifício, conforme relatos históricos e registros arqueológicos³
O uso intensivo de mão de obra escrava primariamente trabalhadores africanos, e possivelmente indígenas é fortemente indicado por documentos históricos da época e também por vestígios arqueológicos encontrados na área do sítio . Antônio José é citado em reportagens como um “empresário visionário” que, além da atividade industrial, chegou a criar um “império bélico” com aparatos de pólvora e especulações envolvendo apoio a iniciativas militares napoleônicas . ⁴
Após o falecimento de Antônio José em 1817, a planta fabril entrou em declínio. O sítio foi transformado na década seguinte em fábrica de fogos de artifício, mas sua produção perdeu relevância com o tempo os edifícios entraram em estado de abandono e ruína. 
A revitalização do interesse no local ocorreu na década de 1970, quando o IPHAN, juntamente com a recém-fundada UFMA e UEMA, iniciou os primeiros levantamentos arqueológicos e pesquisas históricas no Sítio do Físico ⁴. Em 1976, foi produzido o Relatório de Pesquisa Arqueológica-Históric⁴a que documentou padrões de azulejos pombalinos, estruturas hidráulicas, tanques e vestígios diversos .⁵
O reconhecimento oficial chegou em 1980, com o tombamento do sítio pelo IPHAN (processo nº 1017‑T‑1980), que o registrou como ruínas do Sítio de Santo Antônio das Alegrias, incluindo detalhes como localização junto ao Igarapé do Coelho, e sua inserção no Parque Estadual do Bacanga .⁴
No início dos anos 2000, a área foi adquirida pela família Mendonça, e em 2006, foi formalmente criado o Instituto Ecomuseu Sítio do Físico, sucessor da antiga Associação de Amigos, registrando uma nova fase de preservação comunitária e musealização ativa¹

### Arquitetura e estruturas remanescentes
As ruínas do sítio revelam um conjunto arquitetônico sofisticado e funcional. Destacam-se a casa-grande, que possuía piso em azulejos portugueses do tipo pombalino, além de estruturas como tanques retangulares interligados por canalizações de água, poços, caixas de distribuição, fornos (caeiras), escadarias em pedra laterita e colunas parcialmente de pé ¹-⁴.
A construção empregou materiais como pedra laterita, cal de sarnambi, barro, óleo de mamona e cantaria de lioz, conforme descrito por estudos arqueológicos do IPHAN e pela documentação técnica realizada desde a década de 1970 ⁴. A complexidade da planta e das técnicas construtivas revela o alto grau de planejamento para fins industriais, raramente visto em estruturas semelhantes do período.

### Tombamento e preservação
O Sítio do Físico foi tombado pelo IPHAN em 1980, por meio do processo n.º 1017-T-1980, e registrado nos Livros de Tombo Arqueológico e Histórico⁴. Em 1991, com a criação do Parque Estadual do Bacanga, o sítio passou a fazer parte de uma unidade de conservação, agregando também valor ambiental à sua proteção¹.
Nas décadas seguintes, especialmente a partir dos anos 2000, o local passou por ações de musealização e valorização comunitária. A criação do Instituto Ecomuseu Sítio do Físico, em 2006, resultou de uma mobilização local com apoio de pesquisadores e da Secretaria de Cultura, propondo um modelo de gestão patrimonial participativo.⁴

### O Ecomuseu
O Ecomuseu Sítio do Físico é uma experiência de musealização territorial baseada nos princípios da Nova Museologia e da Sociomuseologia. Seu foco está na preservação da memória local por meio da participação ativa dos moradores e da gestão compartilhada. O museu não se limita a um espaço físico tradicional, mas se estende pelo território e pelas relações sociais que nele se desenvolvem¹.
Entre suas ações estão trilhas educativas, oficinas de arqueologia e história local, exposições, visitas escolares, atividades culturais e eventos que articulam o passado e o presente do território. As ruínas, os sambaquis da região e a vegetação nativa do parque compõem o cenário de um espaço educativo e ecológico integrado¹.

### Importância cultural e científica
O Sítio do Físico representa um marco na história do Brasil, sendo uma das primeiras experiências industriais sistematizadas no país. Sua importância cultural reside tanto no valor arqueológico das estruturas remanescentes quanto na relevância histórica do território no processo de urbanização, escravidão e ciência no Maranhão colonial.
Do ponto de vista museológico, é considerado um modelo de preservação comunitária e musealização in situ. Do ponto de vista arqueológico, o sítio é relevante por conter vestígios materiais como azulejos, ossadas, cerâmicas e estruturas construtivas, além de abrigar sambaquis que remontam a ocupações indígenas de mais de 6 mil anos¹ ° ⁴.

## Localização
Dentro do parque está situado um importante sítio arqueológico, o Sítio do Físico, aberto à visitação pública. Foi tombado pelo Instituto do Patrimônio Histórico e Artístico Nacional (Iphan).
Foi construído entre o fim do século XVIII e início do XIX, próximo ao Igarapé do Coelho (afluente do rio Bacanga). Seu proprietário era o Físico-mor da então Capitania Geral do Maranhão, Antônio José da Silva Pereira. O local abrigou a primeira indústria da região, com o beneficiamento do couro, arroz e ainda a fabricação de cera e cal. Após a morte do físico, em 1817, passou a fabricar fogos de artifícios. 
Além da residência do físico, faziam parte do conjunto: curtume, fornos, conjunto de tanques, poços, armazéns, cais, laboratório, rampas, telheiros e canalizações com caixa de distribuição para os tanques. Também foram encontrados vários padrões de azulejos, do período pombalino.